# Wolf Veit Christoph von Reitzenstein
Wolf Veit Christoph von Reitzenstein (30. november 1710 i Lichtenberg an der Sebnitz – 25. december 1781) var en tysk adelsmand og dansk amtmand og gehejmeråd.
Han var søn af brandenborg-kulmbachsk gehejmeråd Wolf Christoph von Reitzenstein og Maria Sabina f. von Würzburg, kom som ung til Danmark, udnævntes 1734 til sekondløjtnant ved Grenaderkorpset, blev 1736 premierløjtnant, men tog samtidig afsked fra krigstjenesten. 1734 blev han hofjunker, 1736 kammerjunker hos dronning Sophie Magdalene og blev 1747 hofmarskal hos hende. 1750 blev han hvid ridder og fik Ordenen de l'union parfaite. 1756 blev han amtmand over Segeberg Amt, var 1757-66 amtmand over Vordingborg og Tryggevælde Amter og 1779-80 konstitueret amtmand over Antvorskov og Korsør Amter. 1766 udnævntes han til overhofmester ved det ridderlige Akademi i Sorø og tillige til amtmand over Sorø og Ringsted Amter. 1759 var han blevet gehejmeråd, 1769 gehejmekonferensråd, 1777 fik han Elefantordenen. 1781 nedlagde han sine embeder på grund af alderdom.
P.F. Suhm har sat ham følgende eftermæle: "Ydmyg af Sind, beleven mod alle, Gud, Kongen, Næsten tro, elsket af de gode, frygtet af de onde, beklaget af alle retskafne". Reitzenstein har udgivet en række på tysk affattede, dels i København, dels i Sorø trykte lejlighedsdigte, således Tanker over Jordskjælvet i Lissabon (1755), Betragtninger over Kong Frederik V's Død, digte i anledning af dronning Caroline Mathildes indtog (1766) og over Struensees fald (1772), kejser Josephs tilbagekomst (1777) og et sørgedigt over hans eneste, begavede søns død (1778).
Reitzenstein afgik ved døden 25. december 1781. Han var 2 gange gift: 1. gang 11. april 1755 med Øllegaard f. von Gram (22. juli 1735 i København – 6. februar 1759 på Beldringe), datter af overjægermester Carl Christian von Gram; 2. gang 15. september 1760 med Theresia Sophie f. von Zedwitz (1713 – 10. oktober 1799), hofdame hos enkedronning Sophie Magdalene.
Reitzensteins Allé i Sorø er opkaldt efter ham.